# Hà Nam
Hà Nam is een provincie van Vietnam.
Hà Nam telt 791.618 inwoners op een oppervlakte van 827 km².

## Districten
Hà Nam is onderverdeeld in een stad (Phủ Lý) en vijf districten:
- Bình Lục
- Duy Tiên
- Kim Bảng
- Lý Nhân
- Thanh Liêm